# Espalion
 Espalion é uma comuna francesa na região administrativa de Occitânia, no departamento de Aveyron. Estende-se por uma área de 36,60 km², com habitantes, segundo os censos de 2005, com uma densidade de 121 hab/km².